# Самарджицин Гаеквад
Самарджицин Ранджицин Гаеквад (родился 25 апреля 1967 года) — администратор крикета и бывший первоклассный игрок в крикет. Гаеквад — потомок правящей семьи и титулярный махараджа княжества Барода в Гуджарате (с 2012 года). Он получил большую часть семейного состояния в результате соглашения 2013 года.

## Ранняя жизнь и семья
Самарджицинх родился 25 апреля 1967 года в Бароде (штат Гуджарат). Единственный сын Ранджицина Пратапсина Гаеквада (1938—2012), титулярного махараджи Бароды (1988—2012), и Шубхангинирадже. Он учился в школе Дун в Дехрадуне, где одновременно был капитаном школьных команд по крикету, футболу и теннису .
После смерти своего отца в мае 2012 года Самарджицинх был коронован махараджей на традиционной церемонии во дворце Лакшми Вилас 22 июня 2012 года . Он урегулировал 23-летний судебный спор о наследстве на сумму более 20 000 крор (что эквивалентно 290 миллиардам йен или 3,8 миллиардам долларов США в 2020 году) (~ 3 миллиарда долларов США в 2013 году) со своим дядей Санграмсином Гаеквадом в 2013 году. В результате сделки Самарджицинх получил в собственность дворец Лакшми Вилас, более 600 акров (240 га) недвижимости рядом с дворцом, включая стадион Моти Баг и музей Махараджи Фатех Сингха, несколько картин Раджи Рави Варма, а также движимое имущество, принадлежащее Фатехсинграо, такое как золото, серебро и королевские драгоценности. Он также получил контроль над temples trust, который управляет 17 храмами в Гуджарате и в Банарасе, штат Уттар-Прадеш.

## Личная жизнь
27 февраля 2002 года в Нью-Дели Самарджицинх женат на Радхикарад (род. 19 июля 1978), которая происходит из правящей семьи княжества Ванканер. У супругов есть две дочери:
- Шримант Махараджкумари Падмаджа Радж Гаеквад (род. 17 ноября 2006)
- Шримант Махараджкумари Нараяни Радж Гаеквад (род. 11 августа 2008).

Семья вместе с Шубхангинирадже проживает во дворце Лакшми Вилас, который является самой большой частной резиденцией в Индии. После того, как стал махараджей, Самарджицин открыл часть дворцового комплекса в качестве банкетного зала для частных церемоний в рамках своего предприятия Laxmi Vilas Banquets.
Самарджицин вступил в партию Бхаратия Джаната в ноябре 2014 года, но с 2017 года не участвует в политике.

## Карьера в крикете
Самарджицин играл в крикет за «Бароду» в «Раньи Трофи». Он появился в шести первоклассных матчах в качестве бэтсмена высшего уровня в период между сезонами 1987/88 и 1988/89 . Позже он стал администратором крикета и занимал пост президента Ассоциации крикета Бароды. С 2015 года он руководит академией крикета на стадионе Моти Баг . Помимо крикета, он играл в гольф и построил 10-луночное поле для гольфа и клуб в Дворцовом комплексе Лакшми Вилас.